# Geoffrey Francis Archer
Geoffrey Francis Archer (vers 1882 – 1 de maig 1964) fou un ornitòleg britànic, caçador de peces grans i oficial colonial. Fou comissari i després governador de la Somàlia Britànica (British Somaliland, coneguda com a Somalilàndia) entre 1913 i 1922, i fou responsable d'eliminar finalment l'amenaça del Mullah Boig. Fou governador d'Uganda de 1922 a 1925, i llavors governador general del Sudan Angloegipci entre 1925 i 1926. En el Sudan va fer una visita formal però amistosa a Sayyid Abd al-Rahman ibn al-Mahdi, fill del mahdi Muhàmmad Àhmad, les forces del qual havien matat al general Gordon el 1885. Abd al-Rahman era líder del neomahdisme del Sudan, la confraria Ansariyya. Archer fou obligat a dimitir per aquesta causa i va passar la resta de la seva carrera organitzant els treballs de les salines a l'Índia.

## Inicis de la carrera
El 1901 Archer, qamb dinou anys, es reunia amb el seu oncle Frederick John Jackson, l'alt comissaionat interí a Uganda. El seu oncle el va enviar a un viatge de col·lecció ornitològic el següent any i va visitar el Llac Albert, la Vall de Semliki i les Muntanyes Rwenzori, descobrint unes vint espècies i subespècie que havien estat prèviament desconegudes de la ciència. Després va anar al districte de Baringo, el 1904, on va dirigir un programa de recerca. Allí Archer fou temptat d'esdevenir un caçador de grans preces professional.
Sobre la base del seu treball de recerca, Archer fou nomenat Comissionat del Districte de la Frontera del Nord (Northern Frontier District) a Kenya. El districte era considerat com una zona tancada amb poc contacte amb la resta de Kenya, i bàsicament una zona tampó contra els etíops, i no es considerava que pogués tenir altre valor. El 1920 Archer deia de Kenya del nord: "Hi ha només una manera de tractar els territoris del nord i és donar-los qualsevol protecció que pugui donar la bandera britànica o pel contrari abandonar-los amb les seves pròpies costums. Altra cosa no és rendible econòmicament.
Archer va poder complementar el seu salari de Comissionat de Districte amb els diners guanyats en una cacera d'elefants anual. A un oficial en la seva posició se li permetia caçar dos elefants per any, i la venda dels seus ullals podria reportar uns centenars de lliures.
Després, quan va publicar les històries de cacera en una adreça a la Societat Geogràfica Reial, Archer fou informat pel President que "els cavallers només cacen amb la camera".

## Somàlia i Uganda
El 1913 Archer fou nomenat Comissari Suplent a British Somaliland, on després va esdevenir governador de 1919 a 1922. Fou també comandant en cap de les forces de Somalilàndia. Diiriye Guure era un líder religiós amb uns 10.000 seguidors dervissos, al qual els britànics anomenaven el "garad Diiriye Guure".
Abdullah Hassan havia estat causant problemes als britànics a Somalilàndia des de 1900, malgrat quatre expedicions enviades contra ell. El 1919 el govern britànic es decidia per una empenta final per eliminar el problema, però l'exèrcit era reticent d'emprendre una altra campanya. Archer va proposar utilitzar el poder aeri com a manera de reduir el cost de les tropes de terra, un suggeriment que es va rebre amb el menyspreu prop de l'exèrcit. Tanmateix, el gener 1920 un vol de bombarders de la RAF atacava la seu del Mullah i forts pròxims, provocant el pànic. Les tropes del Somaliland Camel Corps, el cos de camells de la colònia, ajudades pels King's African Rifles, rodejaven les forces dels dervissos abans de mitjan febrer. Abdullah Hassan fugia a Etiòpia i no provocava en endavant altres problemes. El 5 de juny de 1920 Archer era nomenat membre ordinari de segona classe, dels Cavallers Comanadors de l'Orde de Sant Miquel i Sant Jordi.
Mentre va estar a Somalilàndia, Archer va recollir 3,000 pells i 1.000 closques d'ous. Va descobrir tres espècies d'ocells noves i unes quantes races noves. La seva col·lecció i les observacions fetes foren la base per a un llibre posterior sobre els ocells de la regió que va escriure junt amb Miss Eva Godman.
El 1921 el Secretari Colonial Sir Winston Churchill convocava una conferència al Caire a la que van assistir experts de l'Orient Mitjà. Geoffrey Archer hi va anar portant dos lleons joves que foren enviats al Zoo de Londres. Deixats lliures en una recepció tinguda a la residència britànica, gairebé van agafar a la cigonya domèstica que pertanyia al general Edmund Allenby, l'alt comissionat a Egipte.
Archer fou nomenat governador d'Uganda el 1923, i se li encomanava com a primera prioritat el control dels 19.000 elefants altament destructius de la colònia.
Tant a Somalilàndia com a Uganda Archer va tenir interès en l'educació dels natius, demanant consell sobre el currículum, edificis, organització, etcètera, encara que el que podia fer era limitat per l'escassetat de fons. Archer va fundar un departament d'educació a Uganda i en va designar un director, però degut als dubtes que els africans poguessin assimilar alta educació, l'establiment de la Universitat de Makerere Hill a Kampala només va donar ensenyament clerical de baixa nivel. Archer volia africans amb alta educació per les posicions elevades de l'administració, de manera que aquesta no dos dependent dels funcionaris indis.
Les teories d'Archer en educació eren típiques de l'administració colonial britànica. Escrivia: "Per a l'administració nativa les qualitats d'erudició i excel·lència no són apreciades tant com el lideratge dels homes. La brillantor en el debat a penes pot igualar l'avantatge inicial guanyat en la joventut quan s'ha portat al camp un cos de soldats ben entrenat i disciplinat de joves".

## Governador General del Sudan
A l'edat de quaranta-dos, Geoffrey Francis Archer fou seleccionat per al càrrec de Governador General del Sudan el desembre de 1924, després de l'assassinat del governador Lee Stack; fou la primera vegada que un civil va arribar a aquesta posició.
Una anecdota del seu govern a Uganda, és que viatjava pel país en cotxe, vestit de manera informal; en un districte que no havia visitat abans, els natius van saludar al xofer uniformat pensant que era el governador, ja que era l'únic que portava uniforme.. Quan fou nomenat al Sudan, Archer va viatjar per terra des d'Uganda fins al Sudan per prendre possessió del seu nou càrrec, caminant de Nimule a Rejaf i llavors viatjant en vaixell de vapor pel Bahr al-Jabal fins a Khartum.. Va arribar a Khartum el gener de 1925 i va baixar a terra portant un vell uniforme, amb espasa i plomes, sent rebut al moll pels membres del seu consell en vestit de negocis.
In 1924 there had been a crisis in Egypt when a government hostile to the British was elected. Egyptian army units in Sudan, bound by their oath to the Egyptian king, refused to obey British orders and mutinied. The British violently suppressed the mutiny, removed the Egyptian army from the Sudan and purged the administration of Egyptian officials.
El 1924 hi havia hagut una crisi a Egipte quan fou elegit un govern hostil als britànics. Les unitats de l'exèrcit egípcies a Sudan, lligades pel seu jurament al rei egipci, es negaven a obeir ordres britàniques (que els enviaven cap a Egipte) i s'havien amotinat. Els britànics suprimiren el motí de manera violenta, forçant la sortida de les tropes egípcies del Sudan i depurant l'administració d'oficials egipcis. Una de les primeres decisions d'Archer fou la formació de la Força de Defensa del Sudan, amb un comandament completament separat de l'exèrcit egipci. Abandonava el títol egipci de "Sirdar" que li corresponia com a comandant suprem, i no va portar tampoc el tarboush egipci. Volia deixar clar que era el comandant en cap d'un exèrcit purament sudanès, mentre tranquil·litzava als oficials sudanesos que havien servit a l'exèrcit egipci que conservarien feina i grau excepte els que havien participat en el motí. En les seqüeles de l'agitació els britànics veien en els sudanesos educats els propagadors potencials d'idees nacionalistes "perilloses" importades d'Egipte i durant el govern d'Archer una de les màximes preocupacions fou el reduir el poder de l'intelligentsia local i transferir una autoritat major als governants tradicionals. Archer va fer poc sobre l'assumpte de si l'administració del sud hauria de ser "Arabitzada" o tenir un caràcter més anglès i cristià.. Tanmateix, diferia amb Lord Lloyd, l'alt comissionat britànic per Egipte i el Sudan, que manifestava en una nota al Foreign Office que "en afers polítics, educatius, religiosos, i administratius és desitjable l'àrab com a llengua general hauria de desaparèixer de les províncies del sud". Archer era entusiasta del plan d'un gran embassament al Nil Blau a Sennar per tal d'irrigar la plana de la Gezira per al cultiu de cotó; descrivia el pla com l'aplicació de la "ciència occidental a les condicions econòmiques natives".
El 1926 Archer ignorava el consell del Servei Polític del Sudan i feia una visita oficial a Sayyid Abd al-Rahman ibn al-Mahdi a l'Illa d'Aba acompanyat per un ple escorta de tropes i oficials. Abd al-Rahman era el fill de Muhammad Ahmad autoproclamat mahdi (1844-1885) i era el líder del moviment o confraria Ansariyya.. Archer va arribar el 14 de febrer i fou rebut en persona per Sayyid Aba al-Rahman amb 1.500 seguidors. escortats per cavallers els dignataris marxaren en cotxe a una recepció a la casa del Sayyid. Responent a un discurs del Sayyid, Archer deia que la seva visita marcava "una etapa important pel futur de les relacions" entre el Sayyid i els seus seguidors, i el govern. Archer deia que havia vingut a consolidar els lligams d'amistat i comprensió.. La visita d'Archer va precipitar una crisi en l'administració colonial. Archer fou forçat a dimitir, sent reemplaçat per Sir John Maffey.

## Vida Posterior i llegat
Després de marxar el Sudan, Archer va emprar la major part dels següents quinze propers anys en organitzar la indústria de la sal a Kutch, Índia. Quan es va retirar, Archer es va instal·lar al sud de França, morint a Canes l'1 de maig de 1964.
Archer va fer una significativa contribució a l'estudi dels ocells i els seus costums de cria i migració a l'Àfrica Oriental Britànica, mentre considerava fer carrera com a caçador professional de caça major. Correctament va veure que el poder aeri podria causar una impressió decisiva en els guerrers somalis. A diferència de molts dels seus contemporanis, pensava que els africans eren plenament capaços d'ocupar posicions administratives superiors. Estava disposat a treballar amb els mahdistes, els anteriors enemics de la Gran Bretanya, i aquesta actitud manifestada obertament va posar final a la seva carrera. Archer era un home alt i imposant-se, i tenia una personalitat enèrgica. Un home jove que es va trobar amb Archer el 1939 deia d'ell: "Quan parlo amb ell experimento la sensació que un té quan passa d'un espai ple de fum de tabac a l'aire lliure i és saludat per un vent que bat de cop, que empeny a tornar enrere fins que aspires fort. "
Les espècies endèmiques de Somàlia anomenades Buzzard d'Archer i Alosa d'Archer, i el Pit Roig d'Archer, una espècia de la família Old World flycatcher porten el nom per Geoffrey F. Archer.